# Belejringen af Ladysmith
 Der er for få eller ingen kildehenvisninger i denne artikel, hvilket er et problem. Du kan hjælpe ved at angive troværdige kilder til de påstande, som fremføres i artiklen.

Belejringen af Ladysmith var en vigtig begivenhed under den anglo-boerkrig, der fandt sted mellem 1899 og 1902 i Sydafrika. Ladysmith var en by, der blev belejret af boerstyrkerne i næsten fire måneder. Belejringen havde en betydelig indvirkning på både den britiske og boerbefolkning. Befolkningen i Ladysmith oplevede mangel på forsyninger, dårlige sanitære forhold og konstante bombardementer. Belejringen blev endelig brudt, da britiske styrker gennemførte en vellykket befrielsesoperation. Det var en afgørende begivenhed i krigens forløb.